# Liste des députés européens d'Italie de la 9e législature

Cet article présente la liste des députés européens d'Italie élus lors des élections européennes de 2019 en Italie.

## Députés européens élus en 2019
| Nom                       | Circonscription | Parti | Parti                  | Groupe parlementaire européen |
| ------------------------- | --------------- | ----- | ---------------------- | ----------------------------- |
| Isabella Adinolfi         | Sud             |       | Mouvement 5 étoiles    | NI                            |
| Matteo Adinolfi           | Centre          |       | Ligue                  | ID                            |
| Simona Renata Baldassarre | Centre          |       | Ligue                  | ID                            |
| Pietro Bartolo            | Îles            |       | Parti démocrate        | S&D                           |
| Alessandra Basso          | Nord-Est        |       | Ligue                  | ID                            |
| Tiziana Beghin            | Nord-Ouest      |       | Mouvement 5 étoiles    | NI                            |
| Brando Benifei            | Nord-Ouest      |       | Parti démocrate        | S&D                           |
| Silvio Berlusconi         | Nord-Ouest      |       | Forza Italia           | PPE                           |
| Mara Bizzotto             | Nord-Est        |       | Ligue                  | ID                            |
| Simona Bonafè             | Centre          |       | Parti démocrate        | S&D                           |
| Anna Cinzia Bonfrisco     | Centre          |       | Ligue                  | ID                            |
| Paolo Borchia             | Nord-Est        |       | Ligue                  | ID                            |
| Carlo Calenda             | Nord-Est        |       | Parti démocrate        | S&D                           |
| Marco Campomenosi         | Nord-Ouest      |       | Ligue                  | ID                            |
| Andrea Caroppo            | Sud             |       | Ligue                  | ID                            |
| Massimo Casanova          | Sud             |       | Ligue                  | ID                            |
| Fabio Massimo Castaldo    | Centre          |       | Mouvement 5 étoiles    | NI                            |
| Susanna Ceccardi          | Centre          |       | Ligue                  | ID                            |
| Caterina Chinnici         | Îles            |       | Parti démocrate        | S&D                           |
| Angelo Ciocca             | Nord-Ouest      |       | Ligue                  | ID                            |
| Rosanna Conte             | Nord-Est        |       | Ligue                  | ID                            |
| Ignazio Corrao            | Îles            |       | Mouvement 5 étoiles    | GV-ALE                        |
| Andrea Cozzolino          | Sud             |       | Parti démocrate        | S&D                           |
| Rosa D'Amato              | Sud             |       | Mouvement 5 étoiles    | GV-ALE                        |
| Gianantonio Da Re         | Nord-Est        |       | Ligue                  | ID                            |
| Paolo De Castro           | Nord-Est        |       | Parti démocrate        | S&D                           |
| Francesca Donato          | Îles            |       | Ligue                  | ID                            |
| Herbert Dorfmann          | Nord-Est        |       | Südtiroler Volkspartei | PPE                           |
| Marco Dreosto             | Nord-Est        |       | Ligue                  | ID                            |
| Eleonora Evi              | Nord-Ouest      |       | Mouvement 5 étoiles    | GV-ALE                        |
| Giuseppe Ferrandino       | Sud             |       | Parti démocrate        | S&D                           |
| Laura Ferrara             | Sud             |       | Mouvement 5 étoiles    | NI                            |
| Carlo Fidanza             | Nord-Ouest      |       | Frères d'Italie        | CRE                           |
| Pietro Fiocchi            | Nord-Ouest      |       | Frères d'Italie        | CRE                           |
| Raffaele Fitto            | Sud             |       | Frères d'Italie        | CRE                           |
| Mario Furore              | Sud             |       | Mouvement 5 étoiles    | NI                            |
| Gianna Gancia             | Nord-Ouest      |       | Ligue                  | ID                            |
| Chiara Maria Gemma        | Sud             |       | Mouvement 5 étoiles    | NI                            |
| Dino Giarrusso            | Îles            |       | Mouvement 5 étoiles    | NI                            |
| Valentino Grant           | Sud             |       | Ligue                  | ID                            |
| Elisabetta Gualmini       | Nord-Est        |       | Parti démocrate        | S&D                           |
| Roberto Gualtieri         | Centre          |       | Parti démocrate        | S&D                           |
| Danilo Oscar Lancini      | Nord-Ouest      |       | Ligue                  | ID                            |
| Elena Lizzi               | Nord-Est        |       | Ligue                  | ID                            |
| Pierfrancesco Majorino    | Nord-Ouest      |       | Parti démocrate        | S&D                           |
| Fulvio Martusciello       | Sud             |       | Forza Italia           | PPE                           |
| Giuseppe Milazzo          | Îles            |       | Forza Italia           | PPE                           |
| Alessandra Moretti        | Nord-Est        |       | Parti démocrate        | S&D                           |
| Alessandro Panza          | Nord-Ouest      |       | Ligue                  | ID                            |
| Aldo Patriciello          | Sud             |       | Forza Italia           | PPE                           |
| Piernicola Pedicini       | Sud             |       | Mouvement 5 étoiles    | GV-ALE                        |
| Pina Picierno             | Sud             |       | Parti démocrate        | S&D                           |
| Sabrina Pignedoli         | Nord-Est        |       | Mouvement 5 étoiles    | NI                            |
| Giuliano Pisapia          | Nord-Ouest      |       | Parti démocrate        | S&D                           |
| Nicola Procaccini         | Centre          |       | Frères d'Italie        | CRE                           |
| Luisa Regimenti           | Centre          |       | Ligue                  | ID                            |
| Antonio Maria Rinaldi     | Centre          |       | Ligue                  | ID                            |
| Franco Roberti            | Sud             |       | Parti démocrate        | S&D                           |
| Daniela Rondinelli        | Centre          |       | Mouvement 5 étoiles    | NI                            |
| Massimiliano Salini       | Nord-Ouest      |       | Forza Italia           | PPE                           |
| Silvia Sardone            | Nord-Ouest      |       | Ligue                  | ID                            |
| David Sassoli             | Centre          |       | Parti démocrate        | S&D                           |
| Massimiliano Smeriglio    | Centre          |       | Parti démocrate        | S&D                           |
| Raffaele Stancanelli      | Îles            |       | Frères d'Italie        | CRE                           |
| Antonio Tajani            | Centre          |       | Forza Italia           | PPE                           |
| Annalisa Tardino          | Îles            |       | Ligue                  | ID                            |
| Irene Tinagli             | Nord-Ouest      |       | Parti démocrate        | S&D                           |
| Patrizia Toia             | Nord-Ouest      |       | Parti démocrate        | S&D                           |
| Isabella Tovaglieri       | Nord-Ouest      |       | Ligue                  | ID                            |
| Lucia Vuolo               | Sud             |       | Ligue                  | ID                            |
| Stefania Zambelli         | Nord-Ouest      |       | Ligue                  | ID                            |
| Marco Zanni               | Nord-Ouest      |       | Ligue                  | ID                            |
| Marco Zullo               | Nord-Est        |       | Mouvement 5 étoiles    | NI                            |
| Sergio Berlato            | Nord-Est        |       | Frères d'Italie        | CRE                           |
| Salvatore De Meo          | Centre          |       | Forza Italia           | PPE                           |
| Vincenzo Sofo             | Sud             |       | Ligue                  | ID                            |

## Entrants et sortants
| Entrant              | Parti               | Groupe | En remplacement de        | Date             | Motif                                    |
| -------------------- | ------------------- | ------ | ------------------------- | ---------------- | ---------------------------------------- |
| Sergio Berlato       | Frères d'Italie     | CRE    | Sièges vacants.           | 1er février 2020 | Redistribution des sièges du Brexit.     |
| Salvatore De Meo     | Forza Italia        | PPE    | Sièges vacants.           | 1er février 2020 | Redistribution des sièges du Brexit.     |
| Vincenzo Sofo        | Ligue               | ID     | Sièges vacants.           | 1er février 2020 | Redistribution des sièges du Brexit.     |
| Nicola Danti         | Parti démocrate     | S&D    | Roberto Gualtieri         | 5 septembre 2019 | Nomination au Gouvernement Conte II      |
| Camilla Laureti      | Parti démocrate     | S&D    | David Sassoli             | 12 janvier 2022  | Décès                                    |
| Lara Comi            | Forza Italia        | PPE    | Silvio Berlusconi         | 2 novembre 2022  | Élection au Sénat italien                |
| Maria Angela Danzì   | Mouvement 5 étoiles | NI     | Eleonora Evi              | 2 novembre 2022  | Élection à la Chambre des députés        |
| Elisabetta De Blasis | Ligue               | ID     | Andrea Caroppo            | 2 novembre 2022  | Élection à la Chambre des députés        |
| Matteo Gazzini       | Ligue               | ID     | Marco Dreosto             | 2 novembre 2022  | Élection au Sénat italien                |
| Paola Ghidoni        | Ligue               | ID     | Mara Bizzotto             | 2 novembre 2022  | Élection au Sénat italien                |
| Alessandra Mussolini | Forza Italia        | PPE    | Antonio Tajani            | 2 novembre 2022  | Nomination au Gouvernement Meloni        |
| Denis Nesci          | Frères d'Italie     | CRE    | Raffaele Fitto            | 2 novembre 2022  | Nomination au Gouvernement Meloni        |
| Achille Variati      | Parti démocrate     | S&D    | Carlo Calenda             | 2 novembre 2022  | Élection au Sénat italien                |
| Beatrice Covassi     | Parti démocrate     | S&D    | Simona Bonafè             | 6 décembre 2022  | Élection à la Chambre des députés        |
| Maria Veronica Rossi | Ligue               | ID     | Simona Renata Baldassarre | 6 avril 2023     | Rejoint le conseil régional du Latium    |
| Francesca Peppucci   | Forza Italia        | PPE    | Luisa Regimenti           | 6 avril 2023     | Rejoint le conseil régional du Latium    |
| Mercedes Bresso      | Parti démocrate     | S&D    | Pierfrancesco Majorino    | 6 avril 2023     | Rejoint le conseil régional de Lombardie |

## Changement d'affiliation
| Membre              | Parti        | Parti        | Groupe | Groupe    | Date              |
| Membre              | Ancien       | Nouveau      | Ancien | Nouveau   | Date              |
| ------------------- | ------------ | ------------ | ------ | --------- | ----------------- |
| Nicola Danti        | IV           | IV           | S&D    | RE        | 13 février 2020   |
| Andrea Caroppo      | Ligue        | Sud in Testa | ID     | NI        | 7 octobre 2020    |
| Ignazio Corrao      | M5S          | SE           | NI     | Verts/ALE | 9 décembre 2020   |
| Rosa D'Amato        | M5S          | SE           | NI     | Verts/ALE | 9 décembre 2020   |
| Eleonora Evi        | M5S          | SE           | NI     | Verts/ALE | 9 décembre 2020   |
| Piernicola Pedicini | M5S          | SE           | NI     | Verts/ALE | 9 décembre 2020   |
| Vincenzo Sofo       | Ligue        | Fdl          | ID     | CRE       | 23 février 2021   |
| Marco Zullo         | M5S          | SE           | NI     | RE        | 11 mars 2021      |
| Isabella Adinolfi   | M5S          | FI           | NI     | PPE       | 29 avril 2021     |
| Andrea Caroppo      | Sud in Testa | Sud in Testa | NI     | PPE       | 29 avril 2021     |
| Giuseppe Milazzo    | FI           | Fdl          | PPE    | CRE       | 23 juin 2021      |
| Luisa Regimenti     | Ligue        | FI           | ID     | PPE       | 8 juillet 2021    |
| Lucia Vuolo         | Ligue        | FI           | ID     | PPE       | 10 septembre 2021 |
| Francesca Donato    | Ligue        | Ind.         | ID     | NI        | 6 octobre 2021    |
| Carlo Calenda       | Azione       | Azione       | S&D    | RE        | 17 novembre 2021  |